# Norrby båtsmanstorp, Bromma
Norrby båtsmanstorp, Bromma är en bevarad knuttimrad stuga, som ligger i ett parkområde vid Riksbyvägen norrut i stadsdelen Riksby i Bromma. Torpstugan ligger söder om Kvarnbacksvägen mellan Lillsjön och Riksbyvägen. Stugan byggdes i slutet av 1700-talet. I stugan bodde en av Brommas fem båtsmän, som fanns i Bromma socken.

## Historik

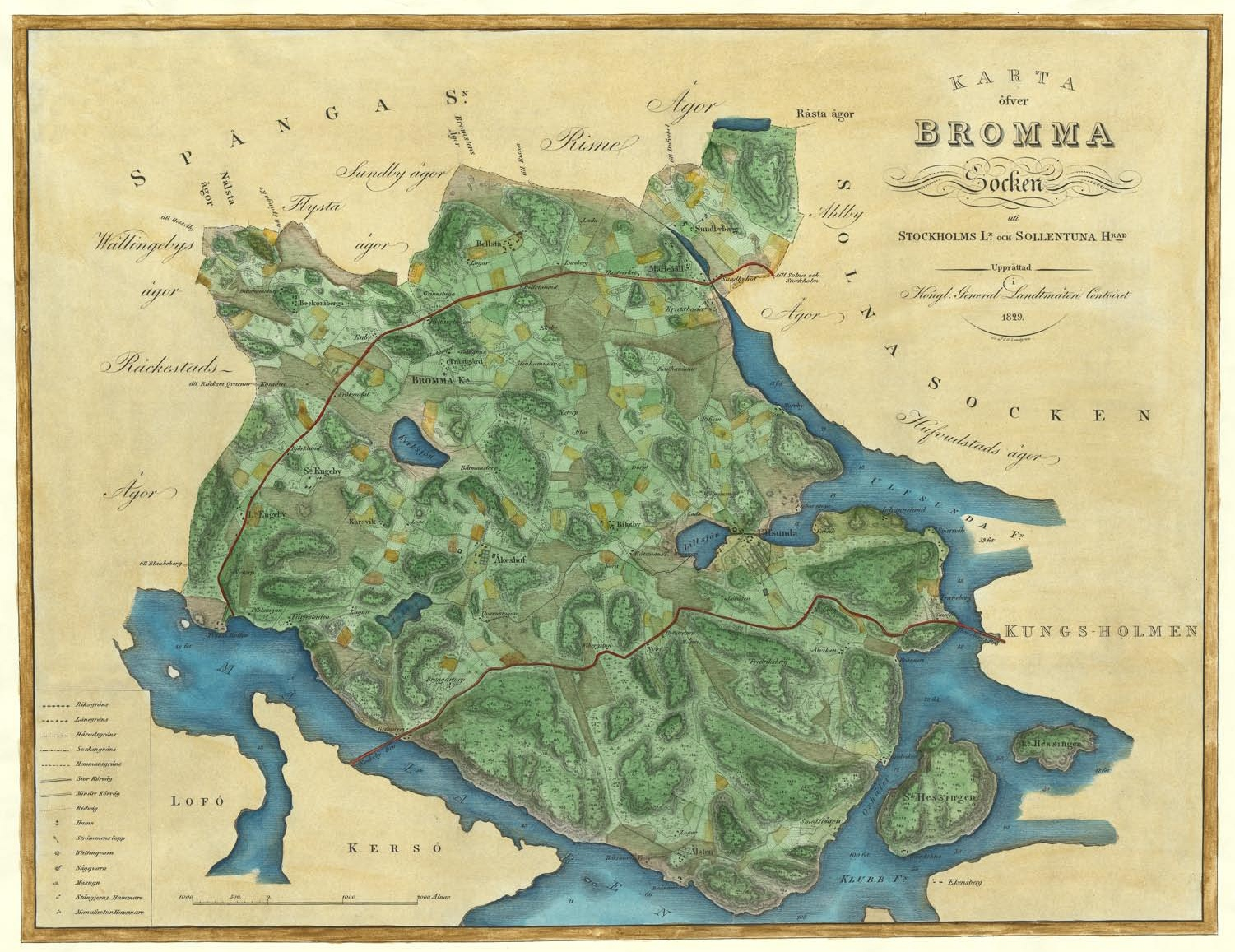
Brommakarta från 1829.

### Fem båtsmansrotar i hela Bromma
Riksby båtsmanstorp är det enda som bevarats i Bromma. Genom tiderna hade Riksby rote 15 ordinarie båtsmän. Från 1691 ökades antalet båtsmansrotar i Bromma till fem. De fem båtsmansrotarna (de utbrutna delarna) år 1829 var BT 52 Sund (Sundbyberg), BT 53 Kort (Kortenslund), BT 54 Bäckman (Beckomberga), BT 55 Ålsten och BT 60 Norrby. Då Linta by avhystes under 1600-talet byggdes Norrby gård vid Bällstaviken.  N:o 52 Carl Benedictus Ernstedt Sund och hade sitt torp norr om Säbysjön i Järfälla. Roten tillhörde tidigare Sundbyberg och torpet låg vid Landsvägen 43-45 i Sundbyberg. N:o 53 Erik Oscar Leonard Kort, hans torp, Kortenslunds båtsmanstorp, låg vid nuvarande Spångavägen och infarten till Kortenslunds koloniträdgårdar. N:o 54 Anders Gustaf Eriksson Bäckman, torpet låg vid sockengränsen väster om Beckomberga. N:o 55 Frans Oscar Granberg Ålsten och han hade sitt torp på Ålstens ägor.

### Rotehållare för Norrby
Rotehållare för Norrby båtsmanstorp var två hemman i Riksby, Nora gård och Norrby gårdar. Av dessa låg gårdarna Nora och Norrby under Ulvsunda säteri.  I Indelningsverket var en gård som indelats till kavalleriet ett rusthåll. För Norrby båtsmanstorps del var det Ulvsunda slott som var rusthållare. Som rusthållare var Ulvsunda innehavare av ett hemman, ett rusthåll, och hade åtagit sig att sätta upp och underhålla ryttare med häst och utrustning. Norrby båtsmanstorp omnämns bland annat i husförhörslängder 1779-1807, 1824 och 1843. På kartor från 1743, 1829, 1846 och 1855 återfinns torpet. På kartan från 1743 står torpet under namnet Båtsmansstufwan. Det var båtsman "nr 60" som bodde i torpet på Riksby gårds ägor. År 1685 fanns på rote nr 13 Riksby av Roslags kompani en ordinarie båtsman och en fördubblingsbåtsman, men 1691 års rulle medförde att Riksby rote nr 13 blev nr 18 och att det ombildades. På hösten 1696 då kompaniet delades i ett norra och södra Roslags båtskompani, erhöll Riksby rote nr 185. När sedan roslagskompanierna år 1716 delades i två delar fick den slutgiltigt nr 60.

### Båtsmännen i Norrby

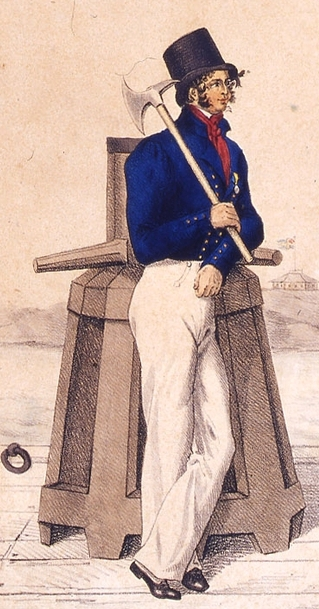
Båtsmansuniform 1824.

Båtsmännen hade alltid båtsmansnamn. På Riksby rote hette båtsmännen tidigare Wollter, Bröms, Norberg och Wiberg, men från 1827 tog de sig namnet Norrby och torpet fick då sitt namn Norrby. De fyra sista båtsmännen, som bodde i Norrby båtsmansstuga, tog sig namnet Norrby. I Nårby nämns Matz Andersson i sockenstämmoprotokoll från 1682 och 1693. Vidare framgår i sockenstämmoprotokoll av den 20 april 1746 att Joen Hanson och Mats Erson i Norrby resterade med varsin timmerstock för en byggnad. Enligt Nils Ringstedt framgår det inte om de nämnda personerna är från torpet eller från Norrby gård.
År 1757 infördes den första enhetliga uniformen. Den bestod av en hatt med konisk kulle, grå dubbelknäppt jacka med knäbyxor och långa yllestrumpor. Den nya uniformsmodellen, som fastställdes 1817 bestod av hatt med låg flat kulle, dubbelknäppt jacka med ståndkrage och nio knappar att knäppa samt långbyxor av, helst blå, vadmal. En ny uniformstyp tillkom 1834. Den var försedd med ståndkrage och axelklaffar med nr 13 i ljusblå siffror. Matrosmössa med ett mässingsankare hörde till. 1848 infördes flottans utan tvivel snyggaste uniform för menig genom tiderna. Det var då blåkragen infördes och ståndkragen slopades och jackan försågs med breda slag. Till utrustningen hörde också en svartlackerad lågkullig "matroshatt" med långa band. År 1861 slopades axelklaffarna och "rundmössa" infördes försedd med band och texten Kongl. Flottan. I slutet av 1800-talet ändrades den öppna jackan till hel blus "rundtröja eller blåskjorta".
Båtsmännen som bodde i stugan var enligt husförhörsprotokoll från 1810 Nils Göran Wiberg med hustru Anna Andersdotter, fosterdotter Cajsa och barnhusgossen Carl Petter, från 1824 båtsmannen Petter Viberg och änkan Katarina Charlotta Roos, från 1843 Johan Persson med hustru Charlotta Amalia Westman, sönerna Johan Fredrik och Carl Eric samt döttrarna Augusta Amalia och Edla Gustafsson. Den siste båtsmannen i Riksby blev Johan Lind Norrby med hustru Amanda Norrby Korth. Enligt bevarat rotekontrakt var Johan Lind Norrby född i Mariestad 1840 och antogs i augusti 1862 samt beviljades avsked den 4 november 1895.

## Torpstugan bebodd fram till 1941
Området vid Riksby hörde till Åkeshov, som 1904 inköptes av Stockholms stad. Den 11 september 1923 utarrenderades torpet med befintliga byggnader till dåvarande trädgårdskonsulenten vid Stockholms stads fastighetskontor, fröken Märta Gustavsson. Vid båtsmanstorpet startades 1924 en försöksodling av trädgårdsprodukter och trädgårdskonsulenten flyttade in i huset. Man odlade fruktträd, bärbuskar, klängväxter och blommor. Dessa om att pryda tomterna runt om i Bromma. Märta Gustavsson efterträddes av konsulent Ingvar Wing. Han tog hand om försöksodlingen av trädgårdsväxterna vid torpet. Byggnaderna bestod då av stuga, ladugård, källare och vedbod. År 1939 övertogs försöksodlingen av institutionen Statens Trädgårdsförsök. År 1941 bodde en anställd trädgårdsmästare, och efter det användes torpet som frukostrum för trädgårdsarbetarna. Verksamheten med försöksodlingen pågick till 1943 då man flyttade den till orangeriet i Åkeshov. Området vid torpstugan bebyggdes då med flerfamiljshus och 1944 överlämnades förvaltningen av Norrby av Fastighetskontoret till Gatukontoret och dess Parkavdelning.

## Byggnaderna
Norrby båtsmanstorp består av en stuga och en parbod, troligen byggd omkring 1790. Torpstugan är knuttimrad med utskjutande knutar av morastugetyp (enkelstuga). Detta var det vanliga när det gällde båtsmanstorp. Stugan har låg vind och åstak och de inre tvärgående takbjälkarna är synliga. Stugan vid Norrby båtsmanstorp tjänstgjorde till enda hälften som dragontorp och till andra hälften som båtsmanstorp. Nära torpstugan finns en parbod, där båtsmännen förr hade sina kreatur, som bestod av get, får och en eller två kor. Boden är antagligen byggd samtidigt som torpstugan.
Några av Brommas torp byggdes redan på 1600-talet och nya trop byggdes under 1700-talet. De flesta torpen är nu borta, men namnen finns kvar, till exempel Olovslund, Lugnet och Lövåsen. Förmögna stockholmare köpte torp i slutet av 1700-talet och gjorde dem till sommarställen. År 1743 flyttade en stockholmare, som hette Bengt Trana, till Guldsmedstorpet, som senare kallades för Traneberg. Det var en föregångare till Tranebergs krog och Tranebergs gård. I torpet hade tidigare en krog- och värdshusrörelse påbörjats och den utvidgades och kallades år 1833 för Traneberg.